# Mary Madonna
Mary Madonna is een single van Sandra & Andres.
De combinatie Dries Holten (Andres), Hans van Hemert (muziekproducent) en Harry van Hoof (arrangeur, dirigent) had hun draai gevonden. Het was de vijfde opeenvolgende single van hun hand die de Nederlandse Top 40 wist te halen. Deze single haalde de top 10 echter niet meer. Dit zou weer goedgemaakt worden met de opvolger Als het om de liefde gaat.
Net als zijn voorganger Que je t'aime verscheen het niet op een album van het duo. In verband met het hitkarakter werd het opgenomen op Alle 13 goed! deel 2, een reeks verzamelalbums.
Een aantal keren komt de klemtoon onnatuurlijk uit, als Mary Madónna. In het lied roept de zanger Maria aan voor genade. Hij weet niet hoe hij zijn tien kinderen moet voeden. Verder worden genoemd Egeria, Perseus en Andromeda genoemd.
Het lied Mary Madonna kreeg een Franse versie in Marie Dona, dat naast op single ook op een Frans verzamelalbum met diverse artiesten verscheen.

## Hitnotering

### Nederlandse Top 40
| Positie: | 35 | 19 | 13 | 12 | 18 | 22 | 30 | uit |

### NederlandseDaverende 30
| Positie: | 21 | 15 | 13 | 17 | 25 | uit |

Sandra Reemer

Al di là · Stille nacht, heilige nacht · 'k Zweef aan m'n ballonnetje · Gloria, gloria · Sluimer zacht · Singapura · Hoe leit dit kindeke · Mijn gitaar · Kopi susu · Als jij maar wacht · Een bos rozen · Heimwee · Mijn concert · Teddy song · Jij vergeet · Since you have gone · (I've got) A love like a rainbow · Simon Zealotes · Love me, honey · The party's over · Trust in me · This is your heartbeat · How little we know · Colorado · Nothing's gonna change · It hurts to be in love · America here I come · Indonesia · Get it on · Rien ne va plus · Fly like an angel · Gold · All out of love · Sleep with me tonight · Laughter in the rain · Goodnight, sweetheart, goodnight · Smoke gets in your eyes · La colegiala · For your love · He was the one · Love is cruel · Domenica · The last goodbye · Mensen zoals jij · Kom naar me toe · Alles wat ik wil · Een boom voor het leven · De mooiste droom is vogelvrij
Sandra en Andres

Storybook children · Somethin' in my heart · For the first time in my life · Reach for the moon · Let us pray together · Love is all around · Those words · Que je t'aime · Mary Madonna · Als het om de liefde gaat · Mama mia · Auntie · Aime-moi · Dzjing boem! · True love · You believed · Oh, nous sommes très amoureux
Dutch Divas

Work that body · From New York to L.A.